# Baird-Parkermedium
Baird-Parker medium is een gedeeltelijk selectief groeimedium dat wordt gebruikt voor de selectieve kweek van coagulase-positieve, gram-positieve stafylokokken.
Dit medium bestaat onder andere uit lithiumchloride en telluriet: stoffen die de groei van andere micro-organismen remmen. Telluriet is een toxisch mineraal voor andere micro-organismen die eigeel verwerken, met uitzondering van Staphylococcus aureus die dit kan reduceren tot telluur. Dit mineraal zorgt ervoor dat de kolonies zwart kleuren. Het aanwezige pyruvaat en glycine zullen de groei van stafylokokken net bevorderen.
Stafylokokken die lecithinase produceren zijn in staat het aanwezige eigeel af te breken, waardoor er rond de kolonies een heldere halo ontstaat. Als de kolonies een lipase produceren, wordt er ook een opake zone zichtbaar. 

## Samenstelling
Baird-Parker medium bestaat uit (uitgedrukt in waardes per liter):
10g tryptoon
5g runderextract
1g gistextract
12g glycine
10g natriumpyruvaat
5g lithiumchloride
0,1g kaliumtelluriet
50 ml eigeel
15g agar
De pH van dit medium wordt typisch gebracht op 6,8.
Gezien dit een selectief medium is waarbij het belangrijk is om de halo-vorming te bestuderen, wordt dit groeimedium vrijwel uitsluitend als vaste voedingsbodem gebruikt.